# Skrewdriver
Ne doit pas être confondu avec Screwdriver ou Swervedriver.
Skrewdriver est à l'origine un groupe de punk rock britannique, originaire de Poulton-le-Fylde, en Angleterre. Formé en 1976 par Ian Stuart Donaldson, ce groupe, à tendance raciste et RAC, est le plus populaire et le plus connu des groupes de musique oï nationaliste et skinhead. Leur formation originale, à l'origine non politique, se sépare en 1979, et Donaldson reforme le groupe avec différents musiciens en 1982. La nouvelle version du groupe se retrouvera dans le mouvement RAC.

## Biographie

### Débuts punk
Le groupe est formé à Poulton-le-Fylde, en Angleterre, en 1976 à partir des cendres du cover band Tumbling Dice (groupe faisant des reprises des Rolling Stones, des Who ou de Free) en pleine vague punk rock. Skrewdriver vient du mot screwdriver (tournevis en anglais), qui servait lors des bagarres de rue. Le groupe démarre dans la branche punk rock/oi! . Dirigé par Ian Donaldson Stuart (1957-1993), ce groupe apolitique mais particulièrement provocateur est surtout influencé par les Pistols et joue de la oi!. C'est d'ailleurs après avoir vu l'un des concerts des Sex Pistols à Manchester, qu'Ian Stuart a créé le groupe.  

### Changement de membres et d'image
Après une orientation punk rock, Skrewdriver commence à afficher une image skinhead. En 1978, Ian Stuart déménage à Manchester, où il recrute le guitariste Glenn Jones et le batteur Martin Smith. Skrewdriver avait déjà à l'époque la réputation d'attirer la violence pendant leurs concerts, jouant devant un public majoritairement skinhead. Le groupe se sépare en 1979. 

### Basculement à l'extrême droite
Peu de temps après, alors que la majorité du mouvement skinhead se tourne vers l'extrême droite, voire le néonazisme, Skrewdriver est reformé avec de nouveaux musiciens sous une forme politisée ouvertement nationaliste par Ian Stuart, qui entre-temps a lui aussi pris une orientation néo-nazie, et qui commence à écrire des chansons pour un public skinhead. Skrewdriver devient alors progressivement le groupe phare de la nouvelle scène musicale Rock anticommuniste, malgré les multiples participations de Stuart dans d'autres groupes (White Diamond et The Klansmen) et à sa carrière solo,. Le 10 juillet 1993, Skrewdriver donne son tout dernier concert à Waiblingen en Allemagne pour le deuxième anniversaire de la Kreuzritter für Deutschland organisé par l'écrivain indépendant et nationaliste Andreas J. Voigt.
Le groupe ne sort que deux autres albums après la mort de Ian Stuart dans un accident de voiture en 1993. Privé de son leader et compositeur, Skrewdriver ne produit aucune nouvelle chanson. John « Grinny » Grinton succombe à un cancer en juin 2005.

## Membres

### Premiers membres
- Ian Stuart Donaldson - chant, guitare[9]
- Phil Walmsley - guitare[10]
- Ron Hartley - guitare[10]
- Kev McKay - basse[10]
- John « Grinny » Grinton - batterie[11],[12]

### Autres membres
- Glen Jones
- Martin Cross
- Mark French
- Geoff Williams
- Mark Neeson
- Mark Sutherland
- Adam Douglas
- Murray Holmes
- Paul Swain
- Stigger
- John Burnley
- Mushy
- Mark Radcliffe[12],[13],[14],[15]

## Discographie

### Albums studio
- 1977 : All Skrewed Up (1977) (Chiswick) (repressage ultérieur sous le nom de The Early Years avec des pistes supplémentaires)
- 1977 : Peel Session (BBC Radio 1)
- 1984 : Hail the New Dawn (Rock-O-Rama)
- 1985 : Blood and Honour (Rock-O-Rama)
- 1987 : White Rider (Rock-O-Rama)
- 1988 : After the Fire (Rock-O-Rama)
- 1989 : Warlord (Rock-O-Rama)
- 1990 : The Strong Survive (Rock-O-Rama)
- 1992 : Freedom What Freedom (Rock-O-Rama)
- 1994 : Hail Victory (ISD Records)

### EP
- 1982 : Back with a Bang /I Don't Like You/Boots and Braces (33 tr/min 12 pouces) (SKREW label)
- 1987 : Boots and Braces (Vinyle LP) (Rock-O-Rama)
- 1987 : Voice of Britain (Vinyle LP) (Rock-O-Rama)

### Compilation
- 1990 : Boots and Braces / Voice of Britain (pistes déjà diffusées) (33 tr/min 12 pouces) (Rock-O-Rama)

### Albums live
- 1987 : We've Got The Power (Viking) (live) (repressage sur CD avec des bonus, des live et des demos)
- 1991 : Live & Kicking (Rock-O-Rama) (double album)
- 1995 : Live At Waterloo (1995) (ISD/White Terror) (enregistré le 12 septembre 1992)
- 1995 : This One's For The Skinheads (live, enregistré le 23 avril 1987)
- 1996 : The Last Gig in Germany

### Apparitions
- 1983 : When The Boat Comes In (sur la compilation This Is White Noise ; 7" EP avec trois autres groupes)
- 1984 : Boots and Braces / Antisocial ( (sur la compilation United Skins ; LP diffusé par The Last Resort Shop)
- 1985 : Don't Let Them / Tearing Down The Wall (sur la compilation No Surrender)
- 1987 : Land of Ice / Free Men / The New Boss (sur la compilation Gods of War 1)
- 1989 : Rising / We Can't Be Beaten (sur la compilation Gods of War 2)